# Arroio Grande
Arroio Grande là một đô thị thuộc bang Rio Grande do Sul, Brasil. Đô thị này có diện tích 2518,48 km², dân số năm 2007 là 18358 người, mật độ 7,29 người/km².